# Salice Salentino Aleatico
Il Salice Salentino Aleatico è un vino DOC la cui produzione è consentita nelle province di Brindisi e Lecce.

## Caratteristiche organolettiche
- colore: rosso granato più o meno intenso, con riflessi violacei, tendente all'arancione con l'invecchiamento.
- odore: aroma delicato caratteristico che si fonde con il profumo che acquista il vino invecchiando.
- sapore: pieno, moderatamente dolce, vellutato.

## Produzione
Provincia, stagione, volume in ettolitri
- Brindisi  (1995/96)  71,61
- Brindisi  (1996/97)  73,43
- Lecce  (1992/93)  67,2
- Lecce  (1993/94)  68,11
- Lecce  (1994/95)  44,73
- Lecce  (1995/96)  35,7
- Lecce  (1996/97)  65,38